# ATK Mohun Bagan 2022-2023
Questa voce raccoglie le informazioni riguardanti l'ATK Mohun Bagan nelle competizioni ufficiali della stagione 2022-2023.

## Organico

### Rosa
| N. |                       | Ruolo | Calciatore             |
| -- | --------------------- | ----- | ---------------------- |
| 1  | India (bandiera)      | P     | Vishal Kaith           |
| 2  | India (bandiera)      | D     | Sumit Rathi            |
| 3  | Montenegro (bandiera) | D     | Slavko Damjanović      |
| 5  | Australia (bandiera)  | D     | Brendan Hamill         |
| 8  | Irlanda (bandiera)    | C     | Carl McHugh            |
| 9  | Australia (bandiera)  | A     | Dimitri Petratos       |
| 10 | Francia (bandiera)    | C     | Hugo Boumous           |
| 11 | India (bandiera)      | A     | Manvir Singh           |
| 13 | India (bandiera)      | C     | Ravi Rana              |
| 14 | India (bandiera)      | D     | Lalrinliana Hnamte     |
| 15 | India (bandiera)      | D     | Subashish Bose         |
| 16 | India (bandiera)      | C     | Abhishek Suryavanshi   |
| 17 | India (bandiera)      | A     | Liston Colaco          |
| 18 | India (bandiera)      | C     | Ningombam Engson Singh |
| 19 | India (bandiera)      | C     | Ashique Kuruniyan      |

| N. |                    | Ruolo | Calciatore              |
| -- | ------------------ | ----- | ----------------------- |
| 20 | India (bandiera)   | D     | Pritam Kotal            |
| 21 | Uruguay (bandiera) | C     | Federico Gallego        |
| 22 | India (bandiera)   | D     | Deepak Tangri           |
| 23 | India (bandiera)   | P     | Debnath Mondal          |
| 24 | India (bandiera)   | C     | Lenny Rodrigues         |
| 25 | India (bandiera)   | A     | Kiyan Nassiri           |
| 27 | India (bandiera)   | A     | Md. Fardin Ali Molla    |
| 29 | India (bandiera)   | C     | Ricky Shabong           |
| 30 | India (bandiera)   | C     | Pronay Halder           |
| 31 | India (bandiera)   | P     | Arsh Shaikh             |
| 32 | India (bandiera)   | C     | Lalthathanga Khawlhring |
| 33 | India (bandiera)   | C     | Glan Martins            |
| 44 | India (bandiera)   | D     | Asish Rai               |
|    | India (bandiera)   | D     | Raj Basfore             |
|    | India (bandiera)   | C     | Nongdamba Naorem        |

#### Altri giocatori
| N. |                   | Ruolo | Calciatore      |
| -- | ----------------- | ----- | --------------- |
| 4  | Spagna (bandiera) | D     | Tiri            |
| 6  | Guinea (bandiera) | D     | Florentin Pogba |

| N. |                      | Ruolo | Calciatore   |
| -- | -------------------- | ----- | ------------ |
| 7  | Finlandia (bandiera) | C     | Joni Kauko   |
| 12 | India (bandiera)     | P     | Avilash Paul |

### Staff tecnico
- Juan Ferrando - Allenatore
- Bastob Roy - Vice allenatore
- Javier González - Strength and conditioning coach

## Calciomercato
| Acquisti | Acquisti               | Acquisti           | Acquisti      |
| R.       | Nome                   | da                 | Modalità      |
| -------- | ---------------------- | ------------------ | ------------- |
| P        | Vishal Kaith           | Chennaiyin         | Definitivo    |
| P        | Arsh Shaikh            |                    |               |
| P        | Avilash Paul           |                    |               |
| P        | Debnath Mondal         | Churchill Brothers | Definitivo    |
| D        | Lalrinliana Hnamte     | East Bengal        | Definitivo    |
| D        | Tiri                   |                    |               |
| D        | Asish Rai              | Hyderabad          | Definitivo    |
| D        | Brendan Hamill         | Melbourne Victory  | Definitivo    |
| D        | Florentin Pogba        | Sochaux            | Definitivo    |
| D        | Pritam Kotal           |                    |               |
| D        | Deepak Tangri          |                    |               |
| D        | Sumit Rathi            |                    |               |
| D        | Gursimrat Singh Gill   |                    |               |
| D        | Subashish Bose         |                    |               |
| C        | Joni Kauko             |                    |               |
| C        | Carl McHugh            |                    |               |
| C        | Hugo Boumous           |                    |               |
| C        | Pronay Halder          | Jamshedpur         | Fine prestito |
| C        | Ricky Shabong          | Rajasthan Utd      | Fine prestito |
| C        | Ashique Kuruniyan      | Bengaluru          | Definitivo    |
| C        | Dimitri Petratos       | Al-Wahda           | Definitivo    |
| C        | Lenny Rodrigues        |                    |               |
| C        | Ravi Rana              |                    |               |
| C        | Abhishek Suryavanshi   |                    |               |
| C        | Ningombam Engson Singh |                    |               |
| A        | Liston Colaco          |                    |               |
| A        | Kiyan Nassiri          |                    |               |
| A        | Manvir Singh           |                    |               |
| A        | Md. Fardin Ali Molla   |                    |               |

| Cessioni | Cessioni             | Cessioni    | Cessioni      |
| R.       | Nome                 | a           | Modalità      |
| -------- | -------------------- | ----------- | ------------- |
| P        | Subrata Pal          | Hyderabad   | Fine prestito |
| P        | Amrinder Singh       | Odisha      | Definitivo    |
| D        | Prabir Das           | Bengaluru   | Definitivo    |
| D        | Sandesh Jhingan      |             | Svincolato    |
| D        | Ashutosh Mehta       |             | Svincolato    |
| D        | Gursimrat Singh Gill | Mumbai City | Definitivo    |
| C        | Michael Soosairaj    | Odisha      | Definitivo    |
| C        | Bidyananda Singh     |             | Svincolato    |
| C        | Sheikh Sahil         | Jamshedpur  | Definitivo    |
| A        | David Joel Williams  |             | Svincolato    |
| A        | Roy Krishna          |             | Svincolato    |

### Mercato invernale
| Acquisti | Acquisti                | Acquisti    | Acquisti   |
| R.       | Nome                    | da          | Modalità   |
| -------- | ----------------------- | ----------- | ---------- |
| D        | Slavko Damjanović       | Novi Pazar  | Definitivo |
| D        | Raj Basfore             | United SC   | Definitivo |
| C        | Lalthathanga Khawlhring |             | Svincolato |
| C        | Federico Gallego        | Sud América | Definitivo |
| C        | Glan Martins            | FC Goa      | Definitivo |
| C        | Nongdamba Naorem        | FC Goa      | Definitivo |

| Cessioni | Cessioni        | Cessioni   | Cessioni   |
| R.       | Nome            | a          | Modalità   |
| -------- | --------------- | ---------- | ---------- |
| C        | Pronay Halder   | Jamshedpur | Definitivo |
| C        | Lenny Rodrigues | FC Goa     | Definitivo |

## Risultati

### Indian Super League
| Arbitro: | Crystal J. |

|                  |           |                                         |
| Manvir Singh 26’ | Marcatori | 64’ (Rig.) Kwame Karikari 83’ Rahim Ali |

| Arbitro: | Venkatesh R. |

|                                              |           |                                                                     |
| Ivan Kalyuzhnyi 7’ Rahul Kannoly Praveen 81’ | Marcatori | 26’, 62’, 90+2’ Dimitri Petratos 39’ Joni Kauko 88’ Lenny Rodrigues |

| Arbitro: | Srikrishna C. |

|                                   |           |  |
| Hugo Boumous 56’ Manvir Singh 66’ | Marcatori |  |

| Arbitro: | Rowan A. |

|                                               |           |                                         |
| Lallianzuala Chhangte 5’ Rostyn Griffiths 73’ | Marcatori | 48’ (A.g.) Mehtab Singh 89’ Carl McHugh |

| Arbitro: | Nagvenkar T. |

|                                      |           |                 |
| Liston Colaco 35’ Subashish Bose 89’ | Marcatori | 81’ Aaron Evans |

| Arbitro: | Venkatesh R. |

|                                                         |           |  |
| Aibanbha Dohling 50’ Fares Arnaout 76’ Noah Sadaoui 82’ | Marcatori |  |

| Arbitro: | Kundu H. |

|                  |           |  |
| Hugo Boumous 11’ | Marcatori |  |

| Arbitro: | Kanojia A. |

|  |           |                      |
|  | Marcatori | 83’ Dimitri Petratos |

| Arbitro: | Gupta R. |

|                           |           |  |
| Hugo Boumous 90+1’ (Rig.) | Marcatori |  |

| Bhubaneswar 15 dicembre 2022, ore 15:00 UTC+5:30 11ª giornata | Odisha        | 0 – 0 referto | ATK Mohun Bagan | Kalinga Stadium\| Arbitro: \| Srikrishna C. \| |
| Arbitro:                                                      | Srikrishna C. |               |                 |                                                |

| Arbitro: | Purkayastha A. |

|                       |           |  |
| Wilmar Jordán Gil 69’ | Marcatori |  |

| Arbitro: | Kundu H. |

|                                      |           |               |
| Dimitri Petratos 9’ Hugo Boumous 53’ | Marcatori | 25’ Anwar Ali |

| Arbitro: | Nagvenkar T. |

|  |           |                           |
|  | Marcatori | 29’ Lallianzuala Chhangte |

| Chennai 21 gennaio 2023, ore 15:00 UTC+5:30 16ª giornata | Chennaiyin     | 0 – 0 referto | ATK Mohun Bagan | Marina Arena\| Arbitro: \| Kumar Gupta R. \| |
| Arbitro:                                                 | Kumar Gupta R. |               |                 |                                              |

| Arbitro: | John C. |

|                          |           |  |
| Dimitri Petratos 3’, 80’ | Marcatori |  |

| Arbitro: | Purkayastha A. |

|                        |           |                                      |
| Dimitri Petratos 90+3’ | Marcatori | 78’ Javi Hernández 90+1’ Roy Krishna |

| Arbitro: | Srikrishna C. |

|                         |           |  |
| Bartholomew Ogbeche 86’ | Marcatori |  |

| Jamshedpur 9 febbraio 2023, ore 15:00 UTC+5:30 20ª giornata | Jamshedpur | 0 – 0 referto | ATK Mohun Bagan | JRD Tata Sports Complex\| Arbitro: \| Bora U. \| |
| Arbitro:                                                    | Bora U.    |               |                 |                                                  |

| Arbitro: | Kumar Gupta R. |

|                      |           |                          |
| Carl McHugh 23’, 71’ | Marcatori | 16’ Dīmītrīs Diamantakos |

| Arbitro: | Crystal J. |

|  |           |                                            |
|  | Marcatori | 87’ Slavko Damjanović 90’ Dimitri Petratos |

#### Andamento in campionato
| Giornata  | 1 | 2 | 3 | 4 | 5 | 6 | 7 | 8 | 9 | 10 | 11 | 12 | 13 | 14 | 15 | 16 | 17 | 18 | 19 | 20 | 21 | 22 |
| --------- | - | - | - | - | - | - | - | - | - | -- | -- | -- | -- | -- | -- | -- | -- | -- | -- | -- | -- | -- |
| Luogo     | C | C | X | C | T | C | T | C | T | C  | T  | T  | C  | X  | C  | T  | C  | C  | T  | T  | C  | T  |
| Risultato | P | V | X | V | N | V | P | P | V | V  | N  | P  | V  | X  | P  | N  | V  | P  | P  | N  | V  | V  |
| Posizione | 9 | 5 | 7 | 4 | 5 | 3 | 6 | 4 | 4 | 3  | 3  | 4  | 4  | 4  | 4  | 4  | 4  | 4  | 5  | 5  | 4  | 3  |

Legenda:

Luogo: C = Casa; T = Trasferta. Risultato: V = Vittoria; N = Pareggio; P = Sconfitta.

#### Qualificazione
| Arbitro: | Kumar Gupta R. |

|                                       |           |  |
| Hugo Boumous 36’ Dimitri Petratos 58’ | Marcatori |  |

#### Semifinali
| Hyderabad 9 marzo 2023, ore 15:00 UTC+5:30 Andata | Hyderabad | 0 – 0 referto | ATK Mohun Bagan | GMC Balayogi Stadium (12 926 spett.)\| Arbitro: \| Kundu H. \| |
| Arbitro:                                          | Kundu H.  |               |                 |                                                                |

| Arbitro: | Srikrishna C. |

|                                        |                      |                                           |
| Petratos Gallego M. Singh Hamill Kotal | Tiri di rigore 4 – 3 | João Victor Siverio Ogbeche Danu R. Singh |

#### Finale
| Arbitro: | Kundu H. |

|                                        |                      |                                            |
| Dimitri Petratos 14’ (Rig.) 85’ (Rig.) | Marcatori            | 45+5’ (Rig.) Sunil Chhetri 78’ Roy Krishna |
| Petratos Colaco Nassiri M. Singh       | Tiri di rigore 4 – 3 | Alan Krishna Ramires Chhetri Pérez         |

| ATK Mohun Bagan | Bengaluru |

|                 |    |                         |       |          |
|                 |    |                         |       |          |
| GK              | 1  | Vishal Kaith            |       |          |
| RB              | 44 | Ashish Rai              |       |          |
| CB              | 20 | Pritam Kotal (c)        |       |          |
| CB              | 3  | Slavko Damjanović       |       |          |
| LB              | 15 | Subashish Bose          |       |          |
| CM              | 8  | Carl McHugh             | 68’   | 87’      |
| CM              | 33 | Glan Martins            |       | 46’      |
| RW              | 11 | Manvir Singh            |       |          |
| AM              | 10 | Hugo Boumous            |       | 86’      |
| LW              | 19 | Ashique Kuruniyan       |       | 54’      |
| CF              | 9  | Dimitri Petratos        |       |          |
| A disposizione: |    |                         |       |          |
| CF              | 17 | Liston Colaco           |       | 54’      |
| CM              | 21 | Federico Gallego        |       | 87’      |
| CB              | 5  | Brendan Hamill          |       | 86’ 106’ |
| CB              | 14 | Lalrinliana Hnamte      | 90+2’ | 46’      |
| CM              | 32 | Lalthathanga Khawlhring |       |          |
| CF              | 27 | Md. Fardin Ali Molla    |       |          |
| CF              | 25 | Kiyan Nassiri           |       |          |
| CB              | 2  | Sumit Rathi             |       | 106’     |
| GK              | 31 | Arsh Shaikh             |       |          |
| Allenatore      |    |                         |       |          |
| Juan Ferrando   |    |                         |       |          |

|                 |    |                           |      |      |
|                 |    |                           |      |      |
| GK              | 1  | Gurpreet Singh Sandhu (c) |      |      |
| CB              | 4  | Aleksandar Jovanović      |      | 46’  |
| CB              | 3  | Sandesh Jhingan           |      |      |
| CB              | 6  | Bruno Ramires             |      |      |
| RM              | 33 | Prabir Das                | 31’  |      |
| CM              | 8  | Suresh Singh Wangjam      |      |      |
| CM              | 10 | Javi Hernández            |      | 91’  |
| CM              | 18 | Rohit Kumar               |      | 102’ |
| LM              | 32 | Naorem Roshan Singh       | 37’  | 108’ |
| CF              | 22 | Roy Krishna               |      |      |
| CF              | 39 | Sivasakthi N              |      | 4’   |
| A disposizione: |    |                           |      |      |
| CB              | 5  | Alan Costa                |      | 102’ |
| CM              | 31 | Leon Augustine            |      |      |
| CM              | 25 | Namgyal Bhutia            |      |      |
| CF              | 11 | Sunil Chhetri             | 40’  | 4’   |
| GK              | 13 | Amrit Gope                |      |      |
| CM              | 23 | Pablo Pérez               | 118’ | 46’  |
| CF              | 7  | Jayesh Rane               |      |      |
| CM              | 2  | Parag Shrivas             |      | 108’ |
| CF              | 21 | Udanta Singh              |      | 91’  |
| Allenatore      |    |                           |      |      |
| Simon Grayson   |    |                           |      |      |

### Calcutta Football League
Il 24 settembre 2022 l'ATK Mohun Bagan ha comunicato all'IFA il suo ritiro dalla competizione affermando la loro mancanza di una squadra di riserva e che i giocatori non sono stati autorizzati dall'FSDL a giocare a nessun altro torneo durante l'ISL. L'IFA ha deciso di continuare il Super Six con solo cinque squadre invece di promuovere la quarta squadra classificata nella prima fase.

### Super Cup
| Arbitro: | Venkatesh R |

|                                                                             |           |                        |
| Liston Colaco 6’, 27’ Hugo Boumous 45’ Manvir Singh 63’ Kiyan Nassiri 90+4’ | Marcatori | 72’ Sergio Mendigutxia |

| Arbitro: | Nagvenkar T. |

|                                                  |           |  |
| Boris Singh Thangjam 22’, 42’ Harry Sawyer 90+5’ | Marcatori |  |

| Arbitro: | Arumughan R. |

|  |           |                   |
|  | Marcatori | 89’ Fares Arnaout |

#### Andamento in coppa
| Giornata  | 1 | 2 | 3 |  |
| --------- | - | - | - |  |
| Luogo     | C | T | C |  |
| Risultato | V | P | P |  |
| Posizione | 1 | 2 | 3 |  |

Legenda:

Luogo: C = Casa; T = Trasferta. Risultato: V = Vittoria; N = Pareggio; P = Sconfitta.

### Durand Cup
| Arbitro: | Crystal J. |

|                         |           |                                               |
| Kiyan 44’ Kuruniyan 46’ | Marcatori | 45+1’ Amangeldiev 61’ Lalremsanga 90+5’ Nikum |

| Arbitro: | Kumar Gupta R. |

|            |           |          |
| Colaco 40’ | Marcatori | 77’ Díaz |

| Arbitro: | Srikrishna CR |

|  |           |                   |
|  | Marcatori | 45’ (A.g.) Sumeet |

| Arbitro: | Tushir L. |

|                     |           |  |
| Lenny 18’ Kiyan 28’ | Marcatori |  |

#### Andamento
| Giornata  | 1 | 2 | 3 | 4 | 5 |
| --------- | - | - | - | - | - |
| Luogo     | C | C | T | C | X |
| Risultato | P | N | V | V | X |
| Posizione | 4 | 4 | 3 | 2 | 3 |

Legenda:

Luogo: C = Casa; T = Trasferta. Risultato: V = Vittoria; N = Pareggio; P = Sconfitta.

### AFC Cup

#### Fase a eliminazione diretta

##### Semifinali Interzona
| Arbitro: | Al-Turais K. |

|           |           |                                      |
| Molla 90’ | Marcatori | 60’ Josué 90+2’ Fakrul 90+5’ Morales |

## Qualificazione ai playoff della Coppa dell'AFC 2023-2024
| Arbitro: | Venkatesh R |

|                             |                      |                                |
| Joel Chianese 44’           | Marcatori            | 20’ Dimitri Petratos           |
| Victor Tavora Chianese Odei | Tiri di rigore 1 – 3 | Petratos McHugh Colaco Nassiri |